# 酒井武雄
酒井 武雄（さかい たけお、1952年5月10日 - ）は、奈良県出身のプロボウラー。1971年9期生ライセンス№288。永久A級ライセンス保持者。永久シードプロ。娘である美佳・玲佳もプロボウラー。（ただし玲佳はプロライセンス返上）ドリームスタジアム太田所属。用品契約はアメリカンボウリングサービス（ABS）。右投げ。拠点は関西・南支部。

## 来歴
- 1971年に9期としてプロデビュー。 日本男子プロボウリング界では矢島純一、西城正明とともに3強とされていた。

- 2017年度日本プロボウリング殿堂表彰を受賞、殿堂入りを果たす。

- 2021年開催のHANDACUP・プロボウリングマスターズにて優勝を飾り矢島純一の41勝に次いで36勝目を挙げ、西城正明の35勝を抜いて単独2位に立つ。
- トーナメント36勝のほかシーズントライアル6勝、公認パーフェクト26回、800シリーズ5回、7－10スプリットメイド2回の実績がある。
- 通算獲得賞金は1億6千万円超えで男子歴代1位である。（2位西城正明、3位矢島純一）。

- 近年は父娘でレッスンDVDのリリースやメディア出演により普及活動も行っている。

## 酒井武雄のボウリングに対する考え方（すみ光保のボウリングエッセイ、インタビューより）
- 試合で思うような結果が出なかったとき「あーいい経験をしたなぁ」と思う事。その結果から何かをフィードバックする。なぜそうなったかを自問する。
- 使用するボールは練習ボールで決める。
- プレッシャーはいつもある。緊張をいかに楽しめるかだね。「長嶋流？」
- 曲げたいときはサムをほんの少し外側へ、曲げたくないときは内側へ。
- サムホールにはだいたい12～13枚テープを貼っている。外側に9枚、内側に4～5枚楕円形に貼っている。それで指の変化に対応している。
- いかにリストを柔らかく、リラックスでき。力が入らないかが重要だ。
- 肘は意識して曲げているのではなく、脇が甘くならないよう足に近づけていることで曲がるようになった。
- 優勝したときのイメージを追っている。
- 私にとってボウリングは感覚が重要だ。
- レーンコンディションは難しい、投げ方も難しい、ボウリングは難しいことだらけ。だから私は大雑把に投げる。何枚目なんて狙わず「あのあたり」程度。アドレス時あの辺をどのようなアングルでフッキングポイントまで持って行くことだけをイメージする。結果の事は考えないようにしている。